# Alexandrina Society
Alexandrina Society é uma associação religiosa católica criada na Irlanda em 1993 para promover a divulgação do culto à beata portuguesa Alexandrina de Balazar (1904-1955).
O mundo anglófono conhece a Beata Alexandrina de Balazar sobretudo através do livro de Francis Johnston, Alexandrina, the Agony and the Glory . Mas o fundador da "Blessed Alexandrina Society" foi Francis Reynolds (falecido em 4 de setembro de 2006).
A associação começou com 30 pessoas, mas hoje conta com mais de mil, de várias partes da Irlanda e Escócia, além da Grã-Bretanha, Austrália, Timor-Leste, Filipinas, Singapura, Quénia, Portugal, Canadá e Estados Unidos.
Edita um boletim quadrimestral, o "Alexandrina Society Bulletin", em folha A4, frente e verso. Sobretudo durante o Verão, a "Alexandrina Society" promove peregrinações regulares – semanais no ano de 2004 – a Balazar.